# Crni Potok (żupania sisacko-moslawińska)
Crni Potok – wieś w Chorwacji, w żupanii sisacko-moslawińskiej, w gminie Topusko. W 2011 roku liczyła 153 mieszkańców.